# Kounoune
Kounoune est une localité du Sénégal située à l'entrée de la presqu'île du Cap-Vert près de Rufisque, à 23 km de Dakar. 

## Histoire
Le village aurait été fondé par les Lébous dans leur migration du Nord vers le Sud-Ouest du Sénégal. Le chef de village s'appelle El Hadji Malick Samb, l'imam s'appelle Daouda Wade, c'est un village d'islam qui a une école coranique dirigée par Oustaz Ibrahima Samb.

## Administration
Kounoune fait partie de la commune de sangalkam dans le département de Rufisque (région de Dakar).

## Géographie
Les localités les plus proches sont : Cité Mbaba Guissé, cité SAGEF 5, Ngalap, Medina Tioub, Keur Ndiaye Lo, Ndiekhirat Digue, Takh et Keur Daouda Sar.

### Population
Selon le PEPAM (Programme d'eau potable et d'assainissement du Millénaire), Kounoune compterait 3 050 habitants et 337 ménages.

### Économie
Le village de Kounoune est une zone essentiellement tournée vers les cultures maraîchères et l'élevage. Il abrite une centrale thermique de 67,5 Mw. Une seconde centrale, Kounoune II, est en projet.